# Liste der Kulturdenkmäler in Hirschhausen (Weilburg)
Die folgende Liste enthält die in der Denkmaltopographie ausgewiesenen Kulturdenkmäler auf dem Gebiet des Ortsteils Hirschhausen der  Stadt Weilburg, Landkreis Limburg-Weilburg, Hessen.
Hinweis: Die Reihenfolge der Denkmäler in dieser Liste orientiert sich an der Anschrift, alternativ ist sie auch nach der Bezeichnung, der vom Landesamt für Denkmalpflege vergebenen Nummer oder der Bauzeit sortierbar.
Kulturdenkmäler werden fortlaufend im Denkmalverzeichnis des Landes Hessen durch das Landesamt für Denkmalpflege Hessen auf Basis des Hessischen Denkmalschutzgesetzes (HDSchG) geführt. Die Schutzwürdigkeit eines Kulturdenkmals hängt nicht von der Eintragung in das Denkmalverzeichnis des Landes Hessen oder der Veröffentlichung in der Denkmaltopographie ab.

| Bild           | Bezeichnung              | Lage                                                 | Beschreibung   | Bauzeit                | Objekt-Nr. |
| -------------- | ------------------------ | ---------------------------------------------------- | -------------- | ---------------------- | ---------- |
| weitere Bilder | Kriegerdenkmal           | Bermbacher Weg LageFlur: 1, Flurstück: 106, 105      |                | 1923                   | 52492 DDB  |
| weitere Bilder |                          | Drommershäuser Straße 3 LageFlur: 2, Flurstück: 79/3 |                | Ende 18. Jahrhundert   | 52495 DDB  |
| weitere Bilder |                          | Drommershäuser Straße 5 LageFlur: 2, Flurstück: 83   |                | Anfang 18. Jahrhundert | 52491 DDB  |
| weitere Bilder | Evangelische Kirche      | Waldstraße/Weiherstraße LageFlur: 1, Flurstück: 106  | Erbaut 1763/64 | 1764                   | 52493 DDB  |
| weitere Bilder | Gasthaus und Festsaalbau | Weiherstraße 2 LageFlur: 1, Flurstück: 151           |                | 1895 bis 1905          | 52494 DDB  |